# Stazione di Piana del Signore
La stazione ferroviaria di Piana del Signore era uno scalo ferroviario periferico della città di Gela, posto sulla tratta ferroviaria Catania–Caltagirone–Gela, in Sicilia.

## Storia
La stazione fu aperta all'esercizio in concomitanza del tronco Gela-Caltagirone nel novembre 1979 per servire il traffico pendolare dei dipendenti del Polo petrolchimico di Gela; venne infatti costruita in corrispondenza di uno degli ingressi del complesso di raffinazione. La scelta non fu del tutto oculata perché all'atto pratico l'ingresso della maggior parte degli operai avveniva sul versante a sud-est sulla tratta Gela-Vittoria dove venne creata un'apposita fermata, un semplice marciapiede, dal nome "Gela Anic" con la conseguenza che i pendolari provenienti dalla direttrice di Caltagirone-Niscemi erano costretti ad un rapido trasbordo sul treno coincidente proveniente da Caltanissetta e Licata. La stazione fu quindi interessata da un esiguo traffico locale. Nonostante fosse stata dotata di sala d'attesa, biglietteria, servizi igienici e sottopassaggi, impresenziata e del tutto abbandonata venne nel tempo vandalizzata ripetutamente. Dopo molti anni di abbandono RFI ha provveduto a murare quasi tutte le porte di ingresso all'edificio.
La stazione venne soppressa il 18 ottobre 2005.